# Torpeda Mark XI
Torpeda Mark XI – amerykańska torpeda ciężka kalibru 533 mm, przeznaczona dla krążowników i niszczycieli, i służąca do zwalczania innych jednostek nawodnych. Pierwsza konstrukcja torpedy opracowanej w Naval Torpedo Station w Newport.
Mark XI była kontrolowaną przez żyroskop Mark 12 Mod 1 torpedą parogazową o średnicy 21 cali (533 mm) i długości 6,883 metra. Torpeda wyposażona została w głowicę bojową z 227 kg TNT.